# Sacro Imperio Romano Germánico
El Sacro Imperio Romano Germánico (en alemán: Heiliges Römisches Reich Deutscher Nation; en latín: Sacrum Romanum Imperium Nationis Germanicæ), a veces llamado Imperio antiguo para distinguirlo del Imperio alemán de 1871-1918, fue una agrupación política situada en la Europa Occidental y Central, cuyo ámbito de poder recayó en el emperador romano germánico desde la Edad Media hasta inicios de la Edad Contemporánea.
Su nombre deriva de la pretensión de los gobernantes alemanes de continuar la tradición del Imperio carolingio (desaparecido tras el Tratado de Verdún del año 843), el cual había revivido el título de Emperador romano en Occidente como una forma de conservar el prestigio del antiguo Imperio romano del oeste.
El adjetivo «sacro» no fue empleado sino hasta el reinado de Federico Barbarroja para legitimar su existencia como la voluntad divina en el sentido cristiano. Así, la designación Sacrum Imperium fue documentada por primera vez en 1157, mientras que el título Sacrum Romanum Imperium apareció hacia 1184 y fue usado de manera definitiva desde 1254. El complemento Deutscher Nation (en latín: Nationis Germanicæ) fue añadido en el siglo XV.
El Imperio se formó en 962 bajo la dinastía sajona a partir de la antigua Francia Oriental (una de las tres partes en que se dividió el Imperio carolingio). Desde su creación, el Sacro Imperio se convirtió en la entidad predominante en la Europa central durante casi un milenio hasta su disolución en 1806. 
En el curso de los siglos, sus fronteras fueron considerablemente modificadas. En el momento de su mayor expansión, el Imperio comprendía casi todo el territorio de la actual Europa central, así como partes de Europa del sur. Así, a inicios del siglo XVI, en tiempos del emperador Carlos V, además del territorio de Holstein, el Sacro Imperio comprendía Bohemia, Moravia y Silesia. Por el sur se extendía hasta Carniola en las costas del Adriático; por el oeste, abarcaba el condado libre de Borgoña (Franco-Condado) y Saboya, fuera de Génova, Lombardía y Toscana en tierras italianas. También estaba integrada en el Imperio la mayor parte de los Países Bajos, con la excepción del Artois y Flandes, al oeste del Escalda.
Debido a su carácter supranacional, el Sacro Imperio nunca se convirtió en un Estado nación o en un Estado moderno; más bien, mantuvo un gobierno monárquico y una tradición imperial estamental. En 1648, los Estados vecinos fueron constitucionalmente integrados como Estados imperiales. 
El Imperio debía asegurar la estabilidad política y la resolución pacífica de los conflictos mediante la restricción de la dinámica del poder: ofrecía protección a los súbditos contra la arbitrariedad de los señores, así como a los estamentos más bajos contra toda infracción a los derechos cometida por los estamentos más altos o por el propio Imperio.
A pesar de varios éxitos iniciales, el Imperio fue estructuralmente incapaz de emprender guerras ofensivas, extender su poder o su territorio. Así, a partir de mediados del siglo XVIII, el Imperio ya no fue capaz de seguir protegiendo a sus miembros de las políticas expansionistas de las potencias internas y externas. Esta fue su mayor carencia y una de las causas de su declive. 
La defensa del derecho y la conservación de la paz se convirtieron en sus objetivos fundamentales. Las guerras napoleónicas y el consiguiente establecimiento de la Confederación del Rin demostraron la debilidad del Sacro Imperio, el cual se convirtió en un conjunto incapaz de actuar. El Sacro Imperio Romano Germánico desapareció el 6 de agosto de 1806 cuando Francisco II renunció a la corona imperial para mantenerse únicamente como emperador austríaco, debido a las derrotas sufridas a manos de Napoleón Bonaparte.

## Naturaleza del Imperio
El Sacro Imperio Romano Germánico se originó en la Francia Oriental. Debido a su naturaleza prenacional y supranacional, el Imperio nunca se convirtió en un Estado nación moderno, como en el caso de Francia Occidental por lo que nunca se desarrolló un sentimiento nacionalista integral.
El Imperio mantuvo una organización monárquica y corporativa, dirigida por un emperador y los Estados imperiales con muy pocas instituciones comunes. El poder del Imperio no se encontraba únicamente en manos del Emperador romano germánico ni de los príncipes electores o de un conjunto de personas como la Dieta Imperial; por ello, el Imperio no puede ser entendido como un Estado federal ni como una confederación. 
Tampoco era una simple aristocracia u oligarquía. No obstante, presenta características propias de todas estas formas estatales. La historia del Sacro Imperio está marcada por la lucha en cuanto a su naturaleza. Así como nunca logró romper la obstinación regional de sus territorios, el Imperio se vino abajo en una confederación informe: la Kleinstaaterei.
El Sacro Imperio fue una institución única en la historia mundial y es por ello que la forma más sencilla de entenderlo sea quizás mostrando sus diferencias respecto a otras entidades más comunes:
- Nunca tuvo vocación de convertirse en Estado-nación, sólo buscó integrar naciones en un solo concepto sagrado de naciones renacentistas con bases católicas cristiano-romanas con un mismo propósito común, a pesar del carácter germánico de la mayor parte de sus gobernantes y habitantes. Desde sus inicios, el Sacro Imperio estuvo constituido por diversos pueblos, y una parte sustancial de su nobleza y cargos electos procedía de fuera de la comunidad germano-hablante. En su apogeo, el Imperio englobaba la mayor parte de las actuales: Alemania, Austria, Suiza, Liechtenstein, Bélgica, Países Bajos, Luxemburgo, República Checa y Eslovenia, así como el este de Francia, norte de Italia y oeste de Polonia. Y con ellos sus idiomas, que comprendían multitud de dialectos y variantes de lo que formarían el alemán, el italiano y el francés, además de las lenguas eslavas. Por otro lado, su división en numerosos territorios gobernados por príncipes seculares y eclesiásticos, obispos, condes, caballeros imperiales y ciudades libres hacían de él, al menos en la época moderna, un territorio mucho menos cohesionado que los emergentes Estados modernos que tenía a su alrededor.
- A diferencia de las confederaciones, el concepto de imperio no solo implicaba el gobierno de un territorio específico, sino que tenía fuertes connotaciones religiosas (de ahí el prefijo sacro), y durante mucho tiempo mantuvo un fuerte ascendiente sobre otros gobernantes del orbe cristiano. Hasta 1508, los reyes alemanes no eran considerados como emperadores hasta que el papa los hubiese coronado formalmente como tales.

## Estructura e instituciones
Desde la Alta Edad Media, el Sacro Imperio se caracterizó por una peculiar coexistencia entre emperador y poderes locales. A diferencia de los gobernantes de la Francia Occidentalis, que más tarde se convertiría en Francia, el emperador nunca obtuvo el control directo sobre los Estados que oficialmente regentaba. De hecho, desde sus inicios se vio obligado a ceder más y más poderes a los duques y sus territorios. Dicho proceso empezaría en el siglo XII, concluyendo en gran medida con la paz de Westfalia (1648).
Oficialmente, el Imperio o Reich se componía del rey, que había de ser coronado emperador por el papa (hasta 1508), y los Reichsstände (Estados imperiales).

### Rey de los pueblos germánicos

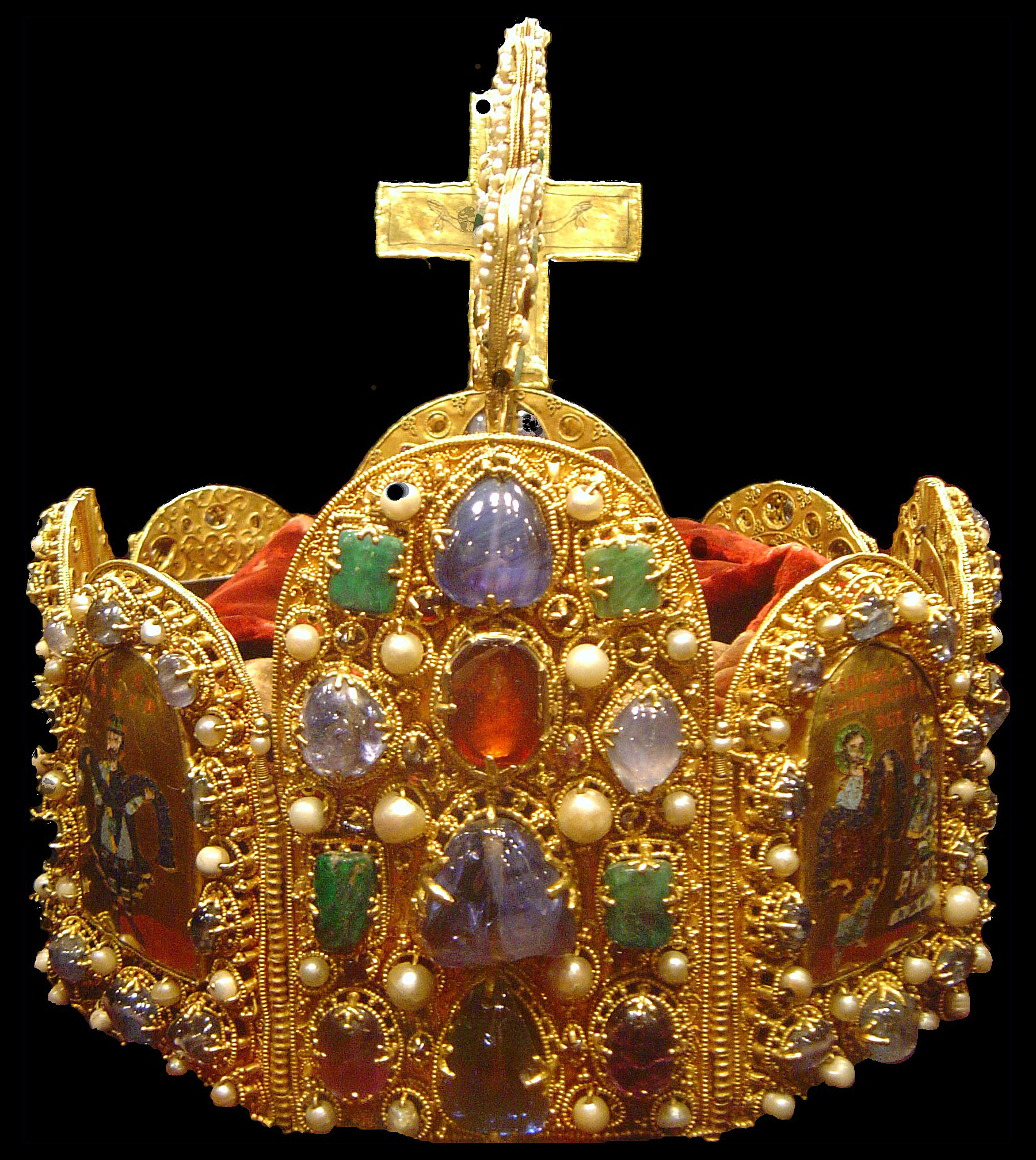
Corona del Sacro Imperio (2.ª mitad del), conservada actualmente en la Schatzkammer de Viena.

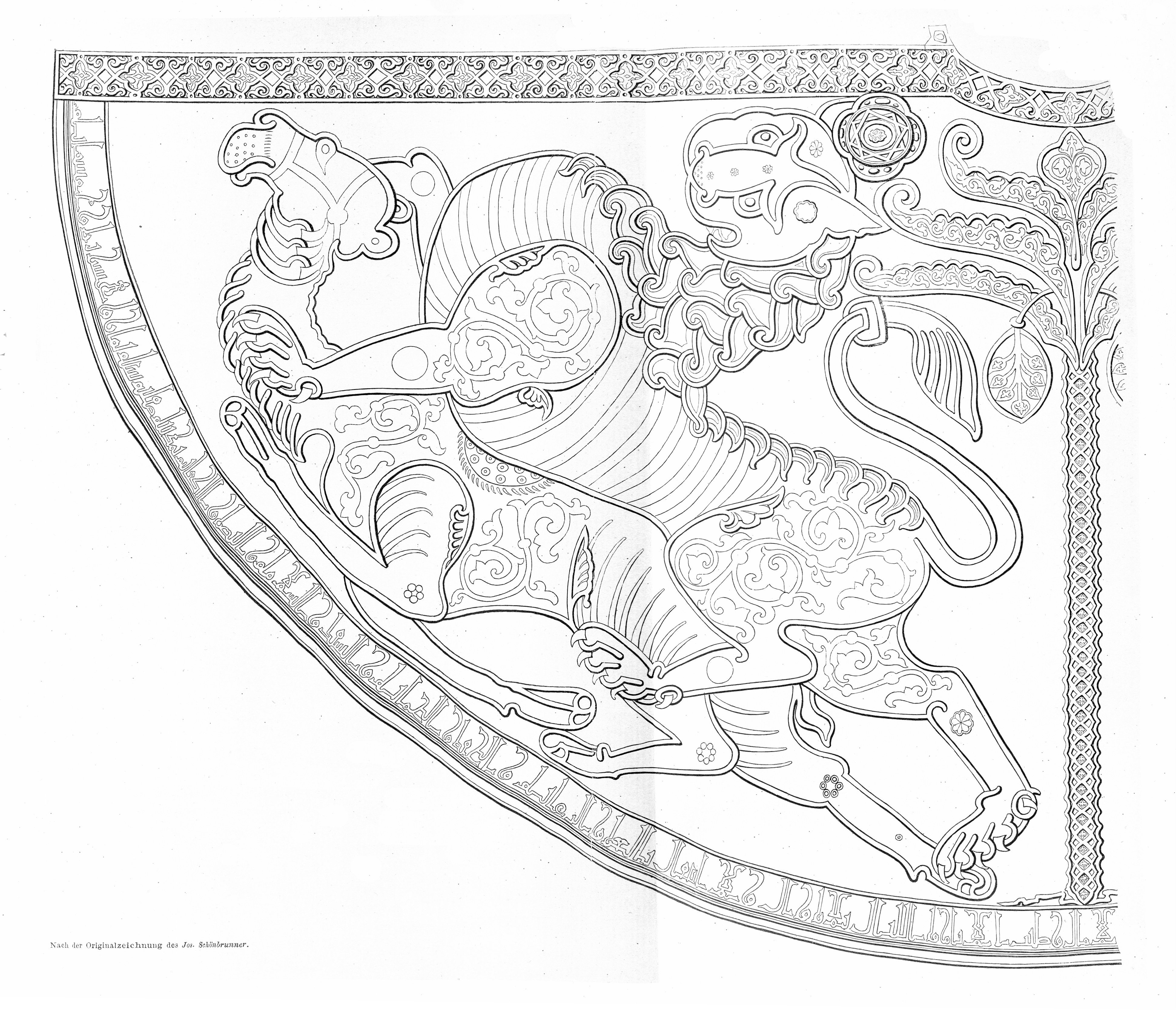
Mitad izquierda del manto imperial, Schatzkammer de Viena.

La coronación de Carlomagno como emperador de los romanos en 800 constituyó el ejemplo que siguieron los posteriores reyes, y fue la actuación de Carlomagno defendiendo al papa frente a la rebelión de los habitantes de Roma, lo que inició la noción del emperador como protector de la iglesia.
Convertirse en emperador requería acceder previamente al título de rey de los germanos (Deutscher König). Desde tiempos inmemoriales, los reyes germanos habían sido designados por elección. En el siglo IX era elegido entre los líderes de las cinco tribus más importantes (francos, sajones, bávaros, suabos y turingios), posteriormente entre los duques laicos y religiosos del reino, reduciéndose finalmente a los llamados Kurfürsten (príncipes electores). Finalmente, el colegio de electores quedó establecido mediante la Bula de Oro de 1356. Inicialmente había siete electores, pero su número fue variando ligeramente a través de los años.
Hasta 1508, los recién electos reyes debían trasladarse a Roma para ser coronados emperadores por el papa. No obstante, el proceso solía demorarse hasta la resolución de algunos conflictos «crónicos»: imponerse en el inestable norte de Italia y resolver disputas pendientes con el patriarca romano, entre otros.
Las tareas habituales de un soberano, como decretar normas o gobernar autónomamente el territorio, fueron siempre, en el caso del emperador, sumamente complejas. Su poder estaba fuertemente restringido por los diversos líderes locales. Desde finales del siglo XV, el Reichstag (la Dieta) se estableció como órgano legislativo del Imperio: una complicada asamblea que se reunía a petición del emperador, sin una periodicidad establecida y en cada ocasión en una nueva sede. En 1663, el Reichstag se transformó en una asamblea permanente.

### Estados Imperiales

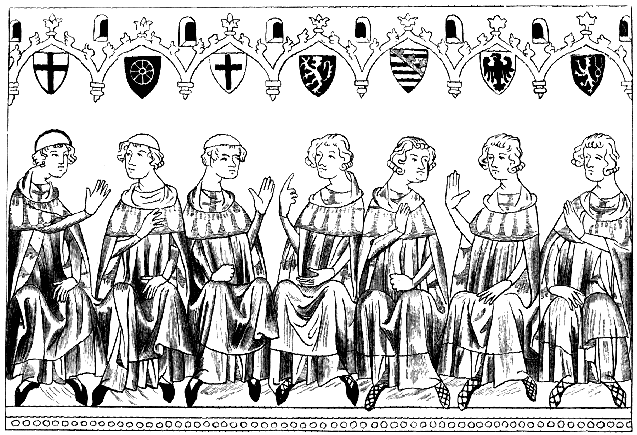
Los príncipes electores del Sacro Imperio. De Bildatlas der Deutschen Geschichte, por Dr. Paul Knötel (1895).

Una entidad era considerada como un Reichsstand (Estado imperial) si, conforme a las leyes feudales, no tenía más autoridad por encima que la del emperador del Sacro Imperio. Entre dichos Estados se contaban:
- Territorios gobernados por un príncipe o duque, y en algunos casos reyes (a los gobernadores del Sacro Imperio, con la excepción de la Corona de Bohemia, no se les permitía ser reyes de territorios dentro del Imperio; sin embargo, algunos gobernaron reinos fuera de él, como ocurrió durante algún tiempo con el reino de Gran Bretaña, cuyo monarca era también Príncipe elector de Brunswick-Luneburgo).
- Territorios eclesiásticos dirigidos por un obispo o un príncipe-obispo. En el primer caso, el territorio era con frecuencia idéntico al de la diócesis, recayendo en el obispo tanto los poderes mundanos como los eclesiásticos; un ejemplo, entre muchos otros, podría ser el de Osnabrück. Por su parte, un príncipe-obispo de notable importancia en el Sacro Imperio fue el obispo de Maguncia, cuya sede episcopal se encontraba en la catedral de esa ciudad.
- Ciudades imperiales libres

El número de territorios era increíblemente grande, llegando a varios centenares en tiempos de la Paz de Westfalia, no sobrepasando la extensión de muchos de ellos unos pocos kilómetros cuadrados. El Imperio, en una definición afortunada, era descrito como una «alfombra hecha de retales» (Flickenteppich).

### Reichstag
El Reichstag o Dieta era el órgano legislativo del Sacro Imperio Romano Germánico. A fines del siglo XVIII (1777-1797) se dividía en tres tipos o clases:
- El Consejo de los electores, que incluía a los 7 electores del Sacro Imperio Romano Germánico.
- El Consejo de los príncipes, que incluía tanto a laicos como a eclesiásticos.
  - El brazo laico o secular: 91 Príncipes (con título de príncipe, gran duque, duque, conde palatino, margrave o landgrave) tenían derecho a voto; algunos tenían varios votos al poseer el gobierno de más de un territorio con derecho a sufragio. Asimismo, el Consejo incluía cuatro colegios que agrupaban a unos 100 condes (Grafen) y señores (Herren): Renania, Suabia, Franconia y Westfalia. Cada colegio podía emitir un voto conjunto.
  - El brazo eclesiástico: Arzobispos, algunos abades y los dos grandes maestres de la orden de los Caballeros Teutones y de los Caballeros Hospitalarios (Orden de Malta) tenían cada uno de ellos un voto (33 a fines del siglo XVIII). Varios abades y prelados más (unos 40) estaban agrupados en dos colegios: Suabia y Renania, cada uno con un voto colectivo.
- El Consejo de las 51 ciudades imperiales, que incluía representantes de las ciudades imperiales agrupados en dos colegios: Suabia y Renania, teniendo cada uno un voto colectivo. El Consejo de las ciudades imperiales, no obstante, no era totalmente igual al resto, ya que no tenía derecho de voto en diversas materias (como el de la admisión de nuevos territorios).

### Cortes imperiales
El Imperio también contaba con dos Cortes: el Reichshofrat (conocido asimismo como Consejo Áulico) en la corte del rey/emperador (con posterioridad asentado en Viena), y la Reichskammergericht, establecida mediante la Reforma imperial de 1495.

### Querella de las Investiduras

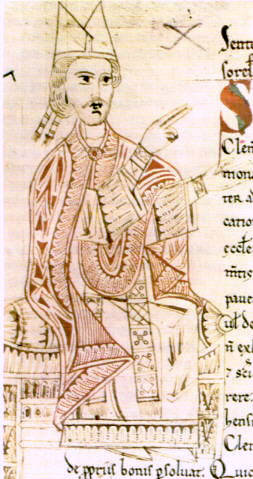
Gregorio VII. Ilustración en un manuscrito de autor desconocido del.

La llamada querella de las investiduras tiene su origen bajo el primer emperador, Otón I, que, dentro de su política para imponerse a sus súbditos feudales, se atribuye a sí mismo el derecho a nombrar a los obispos del Imperio. Los papas no estuvieron nunca de acuerdo con la existencia de dicho derecho imperial, sino que pretendían tener ellos la última palabra en los nombramientos episcopales.
Ha de tenerse en cuenta que el nombramiento de obispos era diferente en cada diócesis, siendo lo más habitual que fueran nombrados por elección entre determinados grupos de la diócesis (con más razón si se tiene presente que después de 1078 se anulan los llamados «beneficios», por el que los laicos no podían nombrar a cargos eclesiásticos, cuestión ya repensada desde el Concilio de 1059). El desacuerdo continúa e incluso aumenta con los sucesores de Otón I.
Este enfrentamiento prosiguió durante largo tiempo: el monje Hildebrando, por ejemplo, inicia un movimiento basado en la afirmación de que «la Iglesia debe ser purificada», intentando desligar a la Iglesia de los asuntos políticos. En 1073 Hildebrando fue elegido papa y asumió el nombre de Gregorio VII, iniciando la llamada reforma gregoriana que, entre otras cosas, tenía como finalidad defender la independencia del papado respecto de las autoridades temporales (dictatus papae). Esto hizo que la querella de las investiduras llegara a su punto álgido.
El emperador Enrique IV siguió nombrando obispos en ciudades imperiales, por lo que el papa le amenazó con la excomunión y el emperador, a su vez, declaró depuesto al papa Gregorio (Sínodo de Worms). El papa excomulgó al emperador en un sínodo de obispos y sacerdotes que convocó en Roma en 1076.
La excomunión era un problema muy serio para el emperador, ya que el sistema feudal se basaba en que los feudatarios estaban ligados a su señor por el juramento de fidelidad, pero si su señor era excomulgado, los súbditos podían considerarse desligados del vínculo feudal y no reconocer a su señor. Por tanto el emperador tuvo que ceder e hizo penitencia en la nieve a las puertas de donde estaba el papa, en el Castillo de Canossa, durante tres días hasta que este le levantó la excomunión (1077).
Se recuerda que el papa puede excomulgar al emperador o, en casos más leves, a un estrato de nivel jerárquico inferior (para evitar las pretensiones de este). Sin embargo, el emperador se vio obligado, para recuperar el poder, a utilizar la violencia contra algunos de sus vasallos, lo que se consideró una violación de sus obligaciones feudales y dio lugar a una nueva excomunión. Recuérdese el contrato de vasallaje mediante el acto de homenaje, por el cual el señor se liga recíprocamente con el vasallo, otorgando el señor al vasallo un beneficio (cesión de feudos, tierras y trabajo) a cambio de que el vasallo preste al señor ayuda (militar) y consejo (político).
Ante esto, el emperador marchó sobre Roma y declaró depuesto al papa, poniendo en su lugar al antipapa Clemente III que coronó al emperador (1084). Gregorio VII (el mismo que participó en el Concilio de 1059 de Roma y fue elegido papa en 1073) resistió un tiempo en el Castillo de Sant'Angelo hasta que fue rescatado por el rey normando de Sicilia Roberto Guiscardo, muriendo en el exilio en este Reino.
La solución aparente de este conflicto se produce en el concordato de Worms, firmado el 23 de septiembre de 1122 entre el emperador Enrique V y el papa Calixto II. Mediante este concordato el emperador se comprometía a respetar la elección de los obispos según el Derecho Canónico y la costumbre del lugar, restituir los bienes del papado arrebatados durante la controversia y auxiliar al papa cuando fuera requerido para ello. A cambio, el papa otorgaba al emperador el derecho a supervisar las elecciones episcopales dentro del territorio del Imperio con el fin de garantizar la limpieza del proceso.

## Cronología

### Francia oriental

El imperio occidental, tal y como se dividió en el Tratado de Verdún, 843.

El Sacro Imperio Romano en su mayor extensión, en el.

Aunque existe una cierta polémica en el plano de las interpretaciones, el año 962 se suele aceptar como el de la fundación del Sacro Imperio. En ese año, Otón I el Grande era coronado emperador, recuperando de manera efectiva una institución desaparecida desde el siglo V en la Europa Occidental.
Algunos remontan la recuperación de la institución imperial a Carlomagno y su coronación como emperador de los romanos en el año 800. Sin embargo, los documentos que generó en vida su Corte no dan un especial valor a dicho título y siguieron utilizando principalmente el de rey de los francos. Aun así, en el reino de los francos se incluían los territorios de las actuales Francia y Alemania, siendo este el origen de ambos países.
Muchos historiadores consideran que el establecimiento del Imperio fue un proceso paulatino, iniciado con la fragmentación del reino franco en el Tratado de Verdún de 843. Mediante este tratado se repartía el reino de Carlomagno entre sus tres nietos. La parte oriental, y base del posterior Sacro Imperio, recayó en Luis el Germánico, cuyos descendientes reinarían hasta la muerte de Luis IV el Niño, y que sería su último rey carolingio.

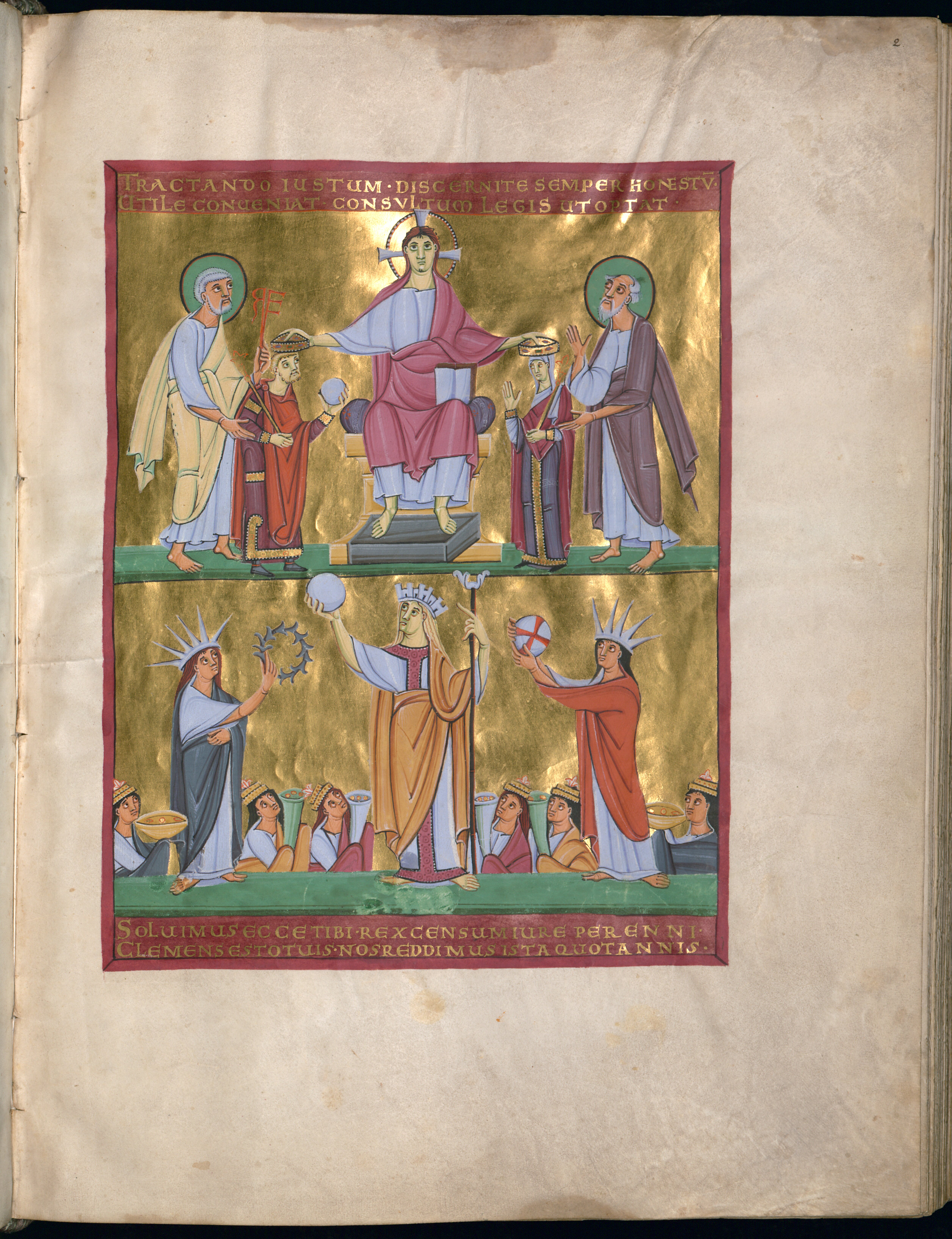
Cristo corona a Enrique II el Santo y Cunegunda de Luxemburgo, acompañados por San Pedro y San Pablo ante representantes de Roma, Galia y Germania.

Tras la muerte de Luis IV en 911, los líderes de Alemania, Baviera, Franconia y Sajonia todavía eligieron como sucesor a un noble de estirpe franca, Conrado I. Pero una vez muerto, el Reichstag reunido en 919 en la ciudad de Fritzlar designó al conde de Sajonia, Enrique I el Pajarero (919-936). Con la elección de un sajón, se rompían los últimos lazos con el reino de los francos occidentales (todavía gobernados por los carolingios) y en 921, Enrique I se intitulaba rex Francorum orientalium.
Enrique nombró a su hijo Otón I el Grande como sucesor, quien fue elegido rey en Aquisgrán en 936.

### Nacimiento del Imperio
Su posterior coronación como emperador Otón I en 962 señala un paso importante, ya que desde entonces pasaba a ser el Imperio —y no el otro reino franco todavía existente, el reino franco de occidente— quien recibiría la bendición del papa. No obstante, Otón consiguió la mayor parte de su autoridad y poder antes de su coronación como emperador, cuando en la Batalla de Lechfeld (955) derrotó a los magiares (húngaros), con lo que alejó el peligro que este pueblo representaba para los territorios orientales de su reino. Esta victoria fue capital para el reagrupamiento de la legitimidad jerárquica en una superestructura política, que estaba disgregándose a la manera feudal desde el siglo anterior. Por otra parte, los húngaros se sedentarizaron y comenzaron a establecer lazos diplomáticos, finalmente cristianizándose y convirtiéndose en un reino con bendición papal en el año 1000, tras la coronación del rey San Esteban I de Hungría.
Desde el momento de su celebración, la coronación de Otón fue conocida como la translatio imperii, la transferencia del imperio de los romanos a un nuevo imperio. Los emperadores germanos se consideraban sucesores directos de sus homólogos romanos, motivo por el que se autodenominaron Augustus. Sin embargo, no utilizaron el apelativo de emperadores de los "romanos", probablemente para no entrar en conflicto con los emperadores romanos de oriente (bizantinos) en Constantinopla, que aún ostentaban dicho título. El término imperator Romanorum solo llegaría a ser de uso común más tarde, bajo el reinado de Conrado II el Sálico (1024 a 1039).
Por estas fechas, el reino oriental no era tanto un reino “alemán”, como una “confederación” de las viejas tribus germánicas de los bávaros, alamanes, francos y sajones. El imperio como unión política probablemente solo sobrevivió debido a la determinación del rey Enrique y su hijo Otón, quienes a pesar de ser oficialmente electos por los jefes de las tribus germánicas, de hecho tenían la capacidad de designar a sus sucesores.
Esta situación cambió tras la muerte de Enrique II el Santo en 1024 sin haber dejado descendencia. Conrado II, iniciador de la dinastía salia, fue elegido rey solo tras sucesivos debates. Como se realizó la elección del rey, parece una complicada combinación de influencia personal, rencillas tribales, herencia y aclamación por parte de aquellos líderes que finalmente formaban parte del colegio de príncipes electores.
En esta etapa, se empieza a hacer evidente el dualismo entre los “territorios”, por aquel entonces correspondientes a los de las tribus asentadas en los países francos, y el rey/emperador. Cada rey prefería pasar la mayor parte del tiempo en sus territorios de origen. Los sajones, por ejemplo, pasaban la mayor parte del tiempo en los palacios alrededor de las montañas del Harz, sobre todo en Goslar. Estas prácticas solamente cambiaron bajo Otón III (rey en 983, emperador en 996-1002), que empezó a utilizar los obispados de todo el imperio como sedes del gobierno temporal. Además, sus sucesores, Enrique II el Santo, Conrado II y Enrique III el Negro, ejercieron un mayor control sobre los duques de los distintos territorios. No es casualidad, por tanto, que en este período cambiase la terminología, apareciendo las primeras menciones como “regnum Teutonicum”.
El funcionamiento del imperio casi quedó colapsado debido a la Querella de las investiduras, por la que el papa Gregorio VII promulgó la excomunión del rey Enrique IV (rey en 1056, emperador en 1084-1106). Aunque el edicto se retiró en 1077, tras el paseo de Canossa, la excomunión tuvo consecuencias de gran alcance. En el intervalo, los duques alemanes eligieron un segundo rey, Rodolfo de Rheinfeld, también conocido como "Rodolfo de Suabia", a quien Enrique IV solo pudo derrocar en 1080, tras tres años de guerra.
El halo de misticismo de la institución imperial quedó irremediablemente dañado: el rey alemán había sido humillado y, lo que era más importante, la Iglesia se estaba convirtiendo en un actor independiente dentro del sistema político del imperio.

### El Imperio bajo los Hohenstaufen

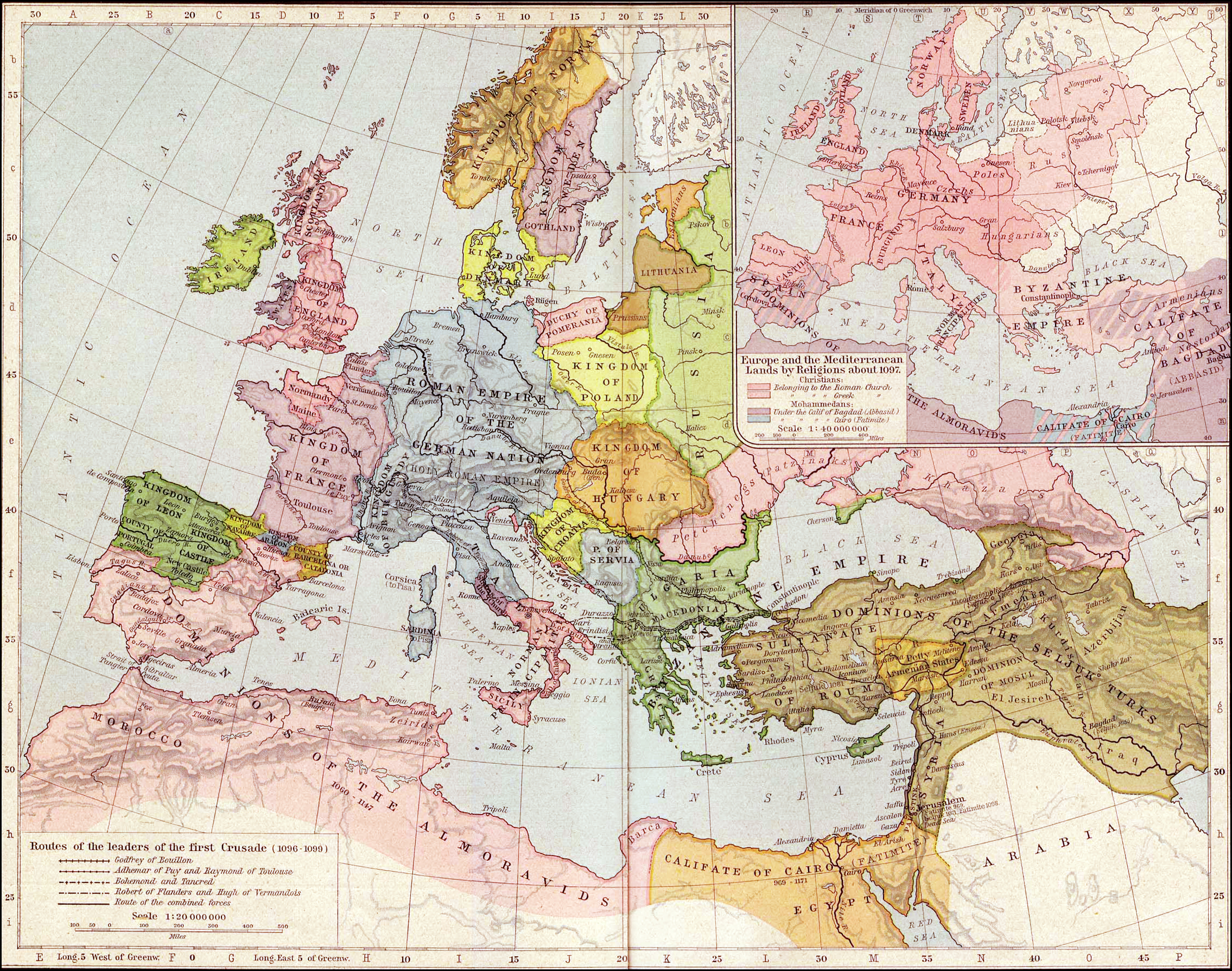
El Imperio en 1097.

Conrado III de Alemania llegó al trono en 1138 e inició una nueva dinastía, la de los Hohenstaufen. Con ella el Imperio entró en una época de apogeo bajo las condiciones del Concordato de Worms de 1122. De este periodo cabe destacar la figura de Federico I Barbarroja (rey desde 1152, emperador en 1155-1190).
Bajo su reinado tomó fuerza la idea de romanidad del Imperio, como modo de proclamar la independencia del emperador respecto a la iglesia, pero simultáneamente rebautizaría al Imperio como "Sacro imperio" (es decir, "sagrado", pero bajo los dictados del rey, no del papa).
Una asamblea imperial en 1158 en Roncaglia proclamó de forma explícita los derechos imperiales. Aconsejada por diversos doctores de la emergente Facultad de Derecho de la Universidad de Bolonia, se inspiraron en el Corpus Iuris Civilis, de donde extrajeron principios como el de princeps legibus solutus ("el príncipe no está sometido a la ley") del Digesto.
El hecho de que las leyes romanas hubieran sido creadas para un sistema totalmente diferente, y que no fuesen adecuadas a la estructura del Imperio, era obviamente secundario; la importancia residía en el intento de la Corte imperial de establecer una especie de texto constitucional.
Hasta la Querella de las Investiduras, los derechos imperiales eran referidos de forma genérica como “regalías”, y no fue hasta la asamblea de Roncaglia, que dichos derechos fueron explicitados. La lista completa incluía derechos de peaje, tarifas, acuñación de moneda, impuestos punitivos colectivos, y la investidura (elección y destitución) de los detentores de cargos públicos. Estos derechos buscaban su justificación de forma explícita en el derecho romano, un acto legislativo de profundo calado. Al norte de los Alpes, el sistema también estaba ligado al derecho feudal. Barbarroja consiguió así vincular a los duques germánicos (renuentes al concepto de la institución imperial, como ente unificador).
Para solucionar el problema que suponía que el emperador (tras la Querella de las Investiduras) no pudiese continuar utilizando a la iglesia como parte de su aparato de gobierno, los Hohenstaufen cedieron cada vez más territorio a los “ministerialia”, que formalmente eran siervos no libres, de los cuales Federico esperaba fuesen más sumisos que los duques locales. Utilizada inicialmente para situaciones de guerra, esta nueva clase formaría la base de la caballería, otro de los fundamentos del poder imperial.
Otro paso constitutivo importante que se realizó en Roncaglia fue el establecimiento de una nueva paz (Landfrieden) en todo el Imperio, un intento de abolir las vendettas privadas entre los duques, al tiempo que se conseguía someter a los subordinados del emperador a un sistema legislativo y jurisdiccional público, encargado de la persecución de los actos delictivos, una idea que en esos tiempos aún no era universalmente aceptada, y que se asemejaría al concepto moderno del "imperio de la ley".

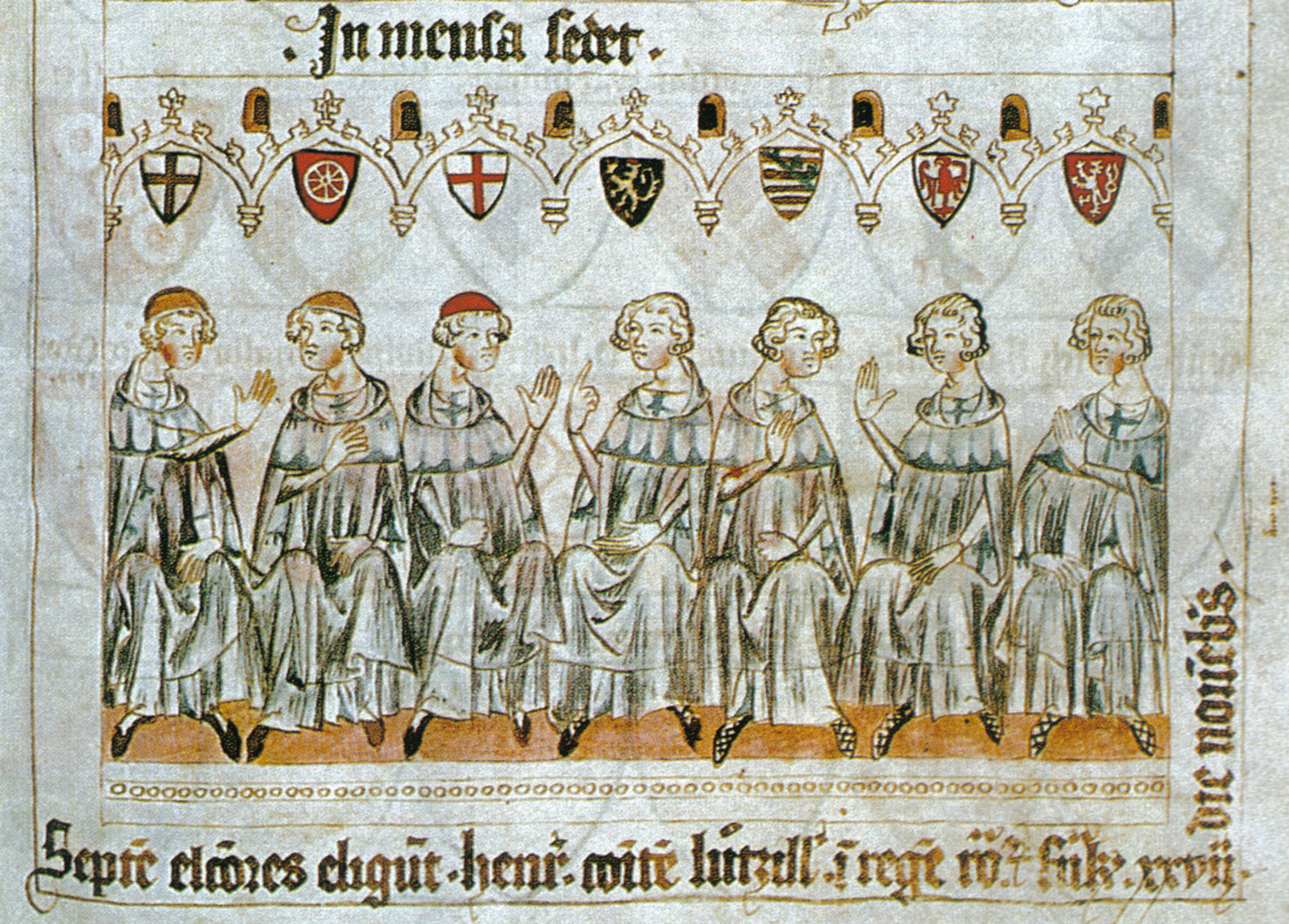
Los príncipes electores.

Otro nuevo concepto de la época fue la sistemática fundación de ciudades, tanto por parte del emperador como por los duques locales. Este fenómeno, justificado por el crecimiento explosivo de la población, también supuso una forma de concentrar el poder económico en lugares estratégicos, teniendo en cuenta que las ciudades ya existentes eran fundamentalmente de origen romano o antiguas sedes episcopales. Entre las ciudades fundadas en el siglo XII se incluyen Friburgo de Brisgovia, modelo económico para muchas otras ciudades posteriores, o Múnich.

### La lucha entre los "Poderes Universales"
Los Poderes universales eran el Pontificado y el Imperio, por cuanto ambos se disputaban el llamado Dominium mundi (dominio del mundo, concepto ideológico con implicaciones tanto terrenales como trascendentes en un plano espiritual).
En 1176 se libró la batalla de Legnano, que tuvo una repercusión crucial en la lucha que mantenía Federico Barbarroja contra las comunas de la Liga Lombarda (bajo la égida del papa Alejandro III). Esa batalla fue un hito dentro del prolongado conflicto interno entre güelfos y gibelinos, y del todavía más antiguo existente entre los dos poderes universales: Pontificado e Imperio.
Las tropas imperiales sufrieron una derrota humillante y Federico se vio forzado a firmar la Paz de Venecia (1177) por la que reconoció a Alejandro III como papa legítimo. Al mismo tiempo, reconocía a las ciudades el derecho de construir murallas, de gobernarse a sí mismas (y su territorio circundante) eligiendo libremente a sus magistrados, de constituir una liga y de conservar las costumbres que tenían "desde los tiempos antiguos". Este amplio grado de tolerancia, al que el historiador Jacques Le Goff llama "güelfismo moderado", permitió crear en Italia una situación de equilibrio entre las pretensiones imperiales y el poder efectivo de las comunas urbanas, similar al equilibrio logrado entre el imperio y el papado a través del Concordato de Worms (1122) que resolvió la Querella de las Investiduras.
El reinado del último de los Staufen fue en muchos aspectos diferente de los de sus predecesores. Federico II Hohenstaufen subió al trono de Sicilia siendo todavía un niño. Mientras, en Alemania, el nieto de Barbarroja, Felipe de Suabia, y el hijo de Enrique el León, Otón IV, le disputaron el título de rey de los alemanes. Después de ser coronado emperador en 1220, se arriesgó a un enfrentamiento con el papa al reclamar poderes sobre Roma; sorprendentemente para muchos, logró tomar Jerusalén mediante un acuerdo diplomático en la Sexta Cruzada (1228) cuando todavía pesaba sobre él la excomunión papal. Se autoproclamó rey de Jerusalén en 1229 y también obtuvo Belén y Nazaret.
A la vez que Federico elevaba el ideal imperial a sus más altas cotas, inició también los cambios que llevarían a su desintegración. Por un lado, se concentró en establecer un Estado de gran modernidad en Sicilia, en servicios públicos, finanzas o legislación. Pero a la vez, Federico fue el emperador que cedió mayores poderes ante los duques germanos. Y esto lo hizo mediante la instauración de dos medidas de largo alcance que nunca serían revocadas por el poder central.
En la Confoederatio cum princibus ecclesiasticis de 1220, Federico cedió una serie de las regalías a favor de los obispos, entre ellas impuestos, acuñación, jurisdicciones y fortificaciones, y más tarde, en 1232 el Statutem in favorem principum fue fundamentalmente una extensión de esos privilegios al resto de los territorios (los no eclesiásticos). Esta última cesión la hizo para acabar con la rebelión de su propio hijo Enrique, y a pesar de que muchos de estos privilegios ya habían existido con anterioridad, ahora se encontraban garantizados de una forma global, de una vez y para todos los duques alemanes, al permitirles ser los garantes del orden al norte de los Alpes, mientras que Federico se restringía a sus bases en Italia. El documento de 1232 señala el momento en que por primera vez los duques alemanes fueron designados domini terrae, señores de sus tierras, un cambio terminológico muy significativo.

### El resurgimiento de los territorios en el Imperio tras los Staufen
Al morir Federico II en 1250, dio comienzo un periodo de incertidumbre, pues ninguna de las dinastías susceptibles de aportar un candidato a la corona se mostró capaz de hacerlo, y los principales duques electores elevaron a la corona a diversos candidatos que competían entre sí. Este periodo se suele conocer como Interregnum, que empezó en 1246 con la elección de Enrique Raspe por el partido angevino y la elección del conde Guillermo de Holanda por el partido gibelino; muerto este último en 1256, una embajada de Pisa ofreció la corona de rey de Romanos a Alfonso X "el Sabio", quien por ser hijo de Beatriz de Suabia pertenecía a la familia Staufen. Sin embargo, su candidatura se enfrentó a la de Ricardo de Cornualles y no prosperó. El Interregnum terminó en 1273, cuando coronaron a Rodolfo I de Habsburgo.
La derrota del Imperio (plasmada en la batalla de Legnano) había quedado plenamente de manifiesto ya en el reinado de Federico II y se había ratificado con el fin de los Staufen, las graves dificultades del interregno en Alemania, y la infeudación del Reino de Sicilia en Carlos I de Anjou, haciendo realidad la plena potestad pontificia.

Bandera del Sacro Imperio entre 1200 y 1350.

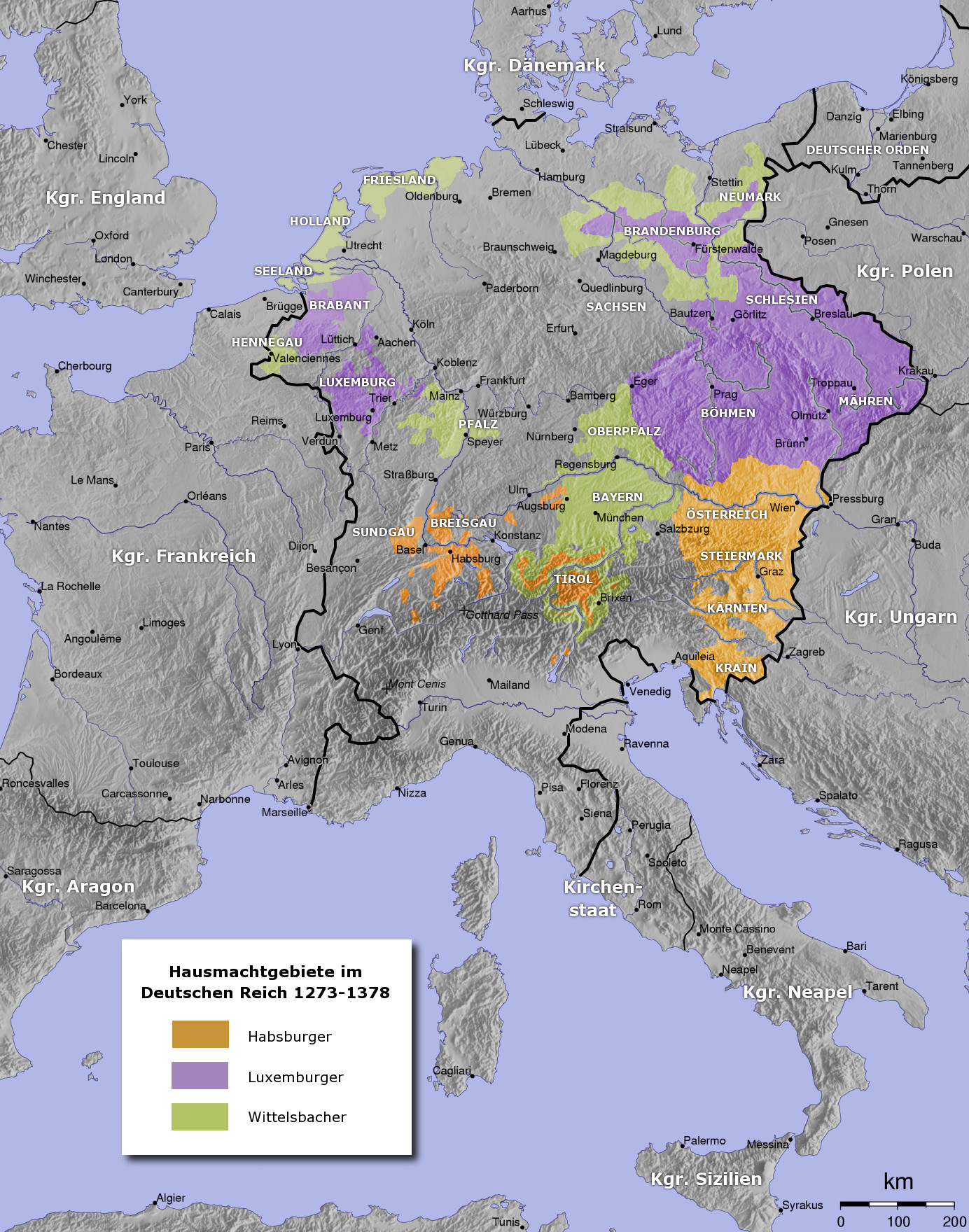
El Sacro Imperio Romano entre 1273 y 1378 y las principales dinastías reales.

Las dificultades en la elección de emperador llevaron al surgimiento de un colegio de electores fijo, los Kurfürsten, cuya composición y procedimientos fueron establecidos mediante la Bula de Oro de 1356. 
Su creación es con toda probabilidad lo que mejor simboliza la creciente dualidad entre Kaiser und Reich, emperador y reino, y con ello, el final de su identificación como una sola cosa. Una muestra de esto la tenemos en la forma en que los reyes del periodo post-Staufen lograron mantener su poder. Inicialmente, la fuerza del Imperio (y sus finanzas) tenían su base en gran medida en el territorio propio del Imperio, también llamado Reichsgut, que siempre pertenecieron al rey (e incluían diversas ciudades imperiales). 
Tras el siglo XIII, su importancia disminuyó (aunque algunas partes se mantuvieron hasta el fin del Imperio en 1806). En su lugar, los Reichsgüter fueron empeñados a los duques locales, con objeto, en ocasiones, de obtener dinero para el Imperio pero, con más frecuencia, para recompensar lealtades o como modo de controlar a los duques más obstinados. El resultado fue que el gobierno de los Reichsgüter dejó de obedecer a las necesidades del rey o los duques.
En su lugar, los reyes, empezando por Rodolfo I de Habsburgo, confiaron de forma creciente en sus territorios o Estados patrimoniales como base para su poder. A diferencia de los Reichsgüter, que en su mayor parte estaban esparcidos y eran difícilmente administrables, sus territorios eran comparativamente compactos y, por lo tanto, más fáciles de controlar. De este modo, en 1282 Rodolfo I ponía a disposición de sus hijos Austria y Estiria.
Con Enrique VII, la casa de Luxemburgo entró en escena, y en 1312 fue coronado como el primer emperador del Sacro Imperio desde Federico II. Tras él, todos los reyes y emperadores se sostuvieron gracias a sus propios Estados patrimoniales (Hausmacht): Luis IV de Wittelsbach (rey en 1314, emperador 1328-1347) en sus territorios de Baviera; Carlos IV de Luxemburgo, nieto de Enrique VII, fundó su poder en los Estados patrimoniales de Bohemia. Es interesante constatar, a raíz de esta situación, cómo aumentar el poder de los Estados y territorios del Imperio se convirtió en uno de los principales intereses de la corona, ya que con ello disponía de mayor libertad en sus propios Estados patrimoniales.
El siglo XIII también vio un cambio mucho más profundo tanto de carácter estructural como en la forma en que se administraba el país. En el campo, la economía monetaria fue ganando terreno frente al trueque y el pago en jornadas de trabajo. Cada vez más se pedía a los campesinos el pago de tributos por sus tierras; y el concepto de "propiedad" fue sustituyendo a las anteriores formas de jurisdicción, aunque siguieron muy vinculadas entre sí. En los distintos territorios del Imperio, el poder se fue concentrando en unas pocas manos: los detentores de los títulos de propiedad también lo eran de la jurisdicción, de la que derivaban otros poderes. Es importante remarcar, no obstante, que jurisdicción no implicaba poder legislativo, que hasta el siglo XX fue virtualmente inexistente. Las prácticas legislativas se asentaban fundamentalmente en usos y costumbres tradicionales, recogidos en costumarios.

Quaternionenadler, escudo oficioso del Sacro Imperio a partir de 1510.

Durante este periodo, los territorios empiezan a transformarse en los precedentes de los Estados modernos. El proceso fue muy distinto según los territorios, siendo más rápido en aquellas unidades que mantenían una identificación directa con las antiguas tribus germánicas, como Baviera, y más lento en aquellos territorios dispersos que se fundamentaban en privilegios imperiales.

### Reforma imperial

Mapa del Imperio con la división en circunscripciones de 1512.

Tras la Dieta de Colonia, en 1512 el Imperio pasa a denominarse Sacro Imperio Romano de la Nación Alemana (en alemán: Heiliges Römisches Reich Deutscher Nation, y en latín: Imperium Romanum Sacrum Nationis Germanicæ).
La construcción del Imperio estaba todavía lejos de su fin a principios del siglo XV, aunque varias de sus instituciones y procedimientos habían sido establecidos por la Bula de Oro de 1356. Las reglas sobre cómo el rey, los electores y los otros duques debían cooperar en el Imperio, dependían de la personalidad de cada rey. Esto probó ser algo fatal, cuando Segismundo de Hungría, uno de los últimos miembros de la Casa real de Luxemburgo (rey germánico en 1410, emperador 1433-1437) y Federico III de Habsburgo (rey germánico en 1440, emperador 1452-1493) rehuyeron los territorios tradicionales del Imperio, residiendo preferentemente en sus Estados patrimoniales. Tal es el caso de Segismundo, quien reinó como rey húngaro desde 1387, y luego de vivir en Hungría por 23 años fue elegido rey de los romanos en 1410 sin abandonar su corte. Posteriormente fue elegido emperador germánico en 1433, 5 años antes de su muerte, y en esa fase de su vida si mantuvo un papel más activo, viajando a Francia, Inglaterra y a otras tierras europeas. Por otra parte, Federico III de Habsburgo se retiró a Viena y desde ahí condujo el Imperio. Sin la presencia del rey, la antigua institución del Hoftag, la asamblea de los dirigentes del reino, cayó en la inoperancia, mientras que la Dieta (Reichstag) aún no ejercía como órgano legislativo del Imperio, y lo que es aún peor, los duques con frecuencia se enzarzaban en disputas internas, que a menudo desembocaban en guerras locales.
Por la misma época, la iglesia vivía también tiempos de crisis. El conflicto entre distintos papas que competían entre sí solo pudo resolverse en el Concilio de Constanza (1414-1418). Después de 1419, las energías se centrarían en luchar contra la herejía husita. La idea medieval de un único Corpus Christianorum, en el que papado e imperio eran las instituciones principales, iniciaba su declive.
A raíz de estos drásticos cambios, emergieron fuertes discusiones sobre el propio Imperio durante el siglo XV. Las reglas del pasado ya no se ajustaban de forma correcta a la estructura del presente, y aumentaba el clamor que pedía un reforzamiento de los antiguos Landfrieden. Durante este tiempo, surgió el concepto de "reforma" en el sentido del verbo latino re-formare, recuperar la forma pretérita que se había perdido.
A finales del siglo XV, el imperio mantuvo cierta influencia en la política del reino de Hungría. El emperador Federico III de Habsburgo recibió en su corte a Isabel, la hija del fallecido Segismundo de Hungría, viuda del rey Alberto de Hungría (también de la Casa de los Habsburgos), la cual huyó con su hijo recién nacido y coronado como Ladislao V de Hungría ante la inestabilidad política en el reino. Se llevó consigo la Santa Corona Húngara, lo que causó graves problemas posteriormente al rey Matías Corvino de Hungría, pues para que fuese legítima su coronación esta solo podía llevarse a cabo con esta joya, que solo en 1463 consiguió recuperarla de Federico tras cambiarla por 80 000 florines. Cada vez se agravó más la situación diplomática entre Federico y Matías, lo que condujo finalmente a varios enfrentamientos armados entre los dos Estados. La guerra contra Hungría culminó en un total fracaso, pues en 1485 Federico y su familia se vieron forzados a abandonar Viena, ya que el rey húngaro avanzó con su Ejército Negro de mercenarios y tomó la ciudad austríaca. Solo la repentina muerte del monarca húngaro en 1490 fue lo que consiguió poner fin a la ocupación húngara en el ducado de Austria, permitiendo que Federico III recuperase el trono de inmediato.
Las causas del curso que tomó este serio conflicto se pueden perfectamente hallar dentro de la política interna del Sacro Imperio Romano Germánico. Cuando Federico III necesitó a los duques para financiar la guerra contra Hungría en 1486 y a la vez para que su hijo, el futuro Maximiliano I, fuera elegido rey, se encontró con la demanda unánime de los duques de participar en una Corte imperial.
Por primera vez, la asamblea de electores y otros duques tomaba el nombre de Dieta o Reichstag (a la que más tarde se añadirían las ciudades imperiales). Mientras que Federico siempre rechazó su convocatoria, su hijo, más conciliador, convocó finalmente la Dieta en Worms en 1495, tras la muerte de su padre en 1493. El rey y los duques acordaron diversas leyes, comúnmente conocidas como la Reforma imperial: un conjunto de actas legislativas para dar de nuevo una estructura a un imperio en desintegración. Entre otros, estas actas establecieron los Estados de la Circunscripción Imperial y el Reichskammergericht (Tribunal de la Cámara imperial); estructuras ambas que —en distinto grado— persistirían hasta el final del imperio en 1806.
De todas formas, se necesitaron algunas décadas más hasta que la nueva reglamentación fuese universalmente aceptada y la nueva Corte empezase a funcionar. Hasta 1512 no se acabaron de formar las Circunscripciones imperiales. El rey además se aseguró de que su propia corte, el Reichshofrat, continuase funcionando en paralelo al Reichskammergericht.

### Crisis tras la Reforma Protestante

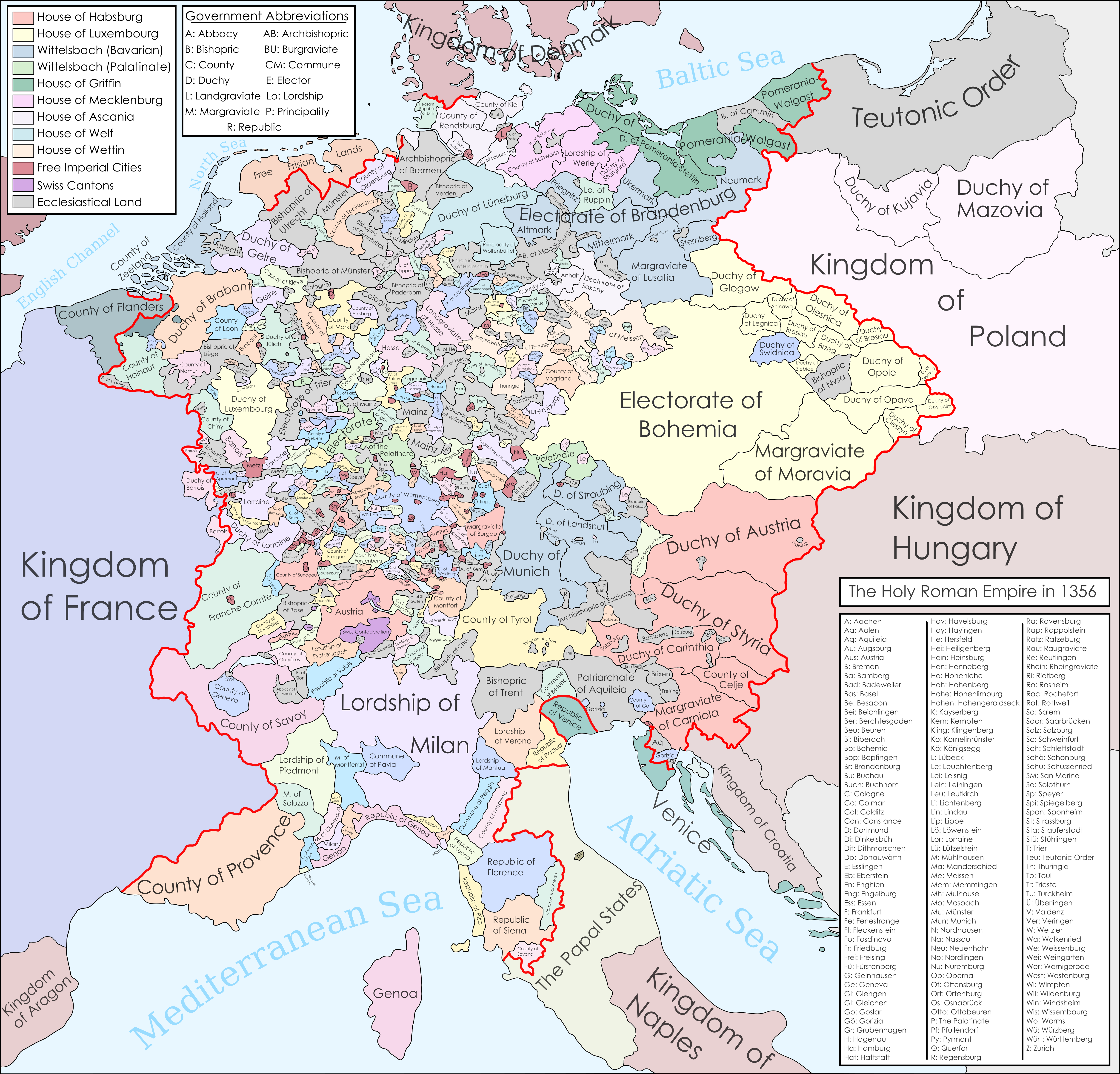
El sacro imperio en 1356

Cuando Martín Lutero inició en 1517 lo que más tarde se conocería como la Reforma Protestante, muchos duques locales vieron la oportunidad de oponerse al emperador del Sacro Imperio Romano, quien a partir de 1519, era Carlos V, y cuyos dominios comprendían gran parte de Europa y América: el Imperio español y los Países Bajos, el reino Germánico, Austria, Italia, Túnez y hasta Transilvania (en los confines de Hungría). El Imperio se vio fatalmente dividido por las disputas religiosas, con el norte y el este, así como la mayoría de sus ciudades, como Estrasburgo, Fráncfort y Núremberg, en el lado protestante, mientras que las regiones meridionales y occidentales se mantenían mayoritariamente en el catolicismo.
Tras la abdicación de Carlos V, el Imperio se dividió entre su hijo Felipe II, quien ostentaría la Corona española, los Países Bajos y la herencia italiana de los Reyes Católicos, y su hermano Fernando, que aunque fue educado en España por su abuelo materno, fue enviado a las tierras germánicas como representante del emperador durante su ausencia, quedándose el hermano como emperador y con los territorios germanos e italianos del imperio. En 1526 se produjo la batalla de Mohács, donde los ejércitos del reino húngaro fueron destruidos por las fuerzas turcas otomanas del sultán Solimán el Magnífico, y el rey Luis II de Hungría murió en combate. Pronto el reino sin herederos fue ocupado por los ejércitos otomanos y Fernando de Habsburgo reclamó la corona para sí mismo, pues había tomado por esposa a Ana Jagellón de Hungría, hermana del fallecido rey, así como por otra parte María de Habsburgo había sido entregada en matrimonio al rey húngaro. A partir de este momento la Casa de los Habsburgos reinaron también sobre Hungría y Bohemia, (pues la corona checa también había sido heredada por los reyes húngaros) hasta 1918.
Por otra parte, el norte de los Países Bajos, primordialmente protestante, logró separarse de la Corona española, católica por excelencia. Tras un siglo de disputas, el conflicto —junto a otras disputas— derivó en la Guerra de los Treinta Años (1618-1648), que devastaría el Imperio. Las potencias extranjeras, incluidas Francia y Suecia, intervinieron en el conflicto, reforzando el poder de los contendientes del Imperio y apoderándose de considerables zonas de territorio imperial.
El mayor impacto de la Reforma Protestante es que eliminaría uno de los más importantes focos de unidad en que se sustentaba el Sacro Imperio, la unidad cristiana bajo el seno de la Iglesia Romana, y que era relevante para las ambiciones imperialistas de los gobernantes del Imperio. Al ser un imperio con una pretensión de universalidad, en la que se incluía una sola visión religiosa, este conflicto representó la ruptura definitiva de la unidad cristiana de la Europa Central y Occidental, y en lo sucesivo sería prácticamente imposible que los países de estas zonas europeas desarrollaran una política exterior especialmente soportada en una visión definitiva del cristianismo, hiriendo de muerte el imperialismo basado en la religión.
Desde el punto de vista de los Estados alemanes, el Luteranismo tendrá un enfoque específicamente alemán (particularmente en el norte de Alemania) con miras a convertirse en iglesia nacional de cada Estado del norte; ello será un valioso rasgo de identidad germana, puesto que constituirá uno de los primeros signos encaminados a sustentar la idea de una unidad del pueblo alemán, en procura de convertirse en un Estado-nación en el futuro.

### Después de la Paz de Westfalia

El imperio después de la Paz de Westfalia, 1648.

Tras la Paz de Westfalia de 1648, empezó el declive del Imperio. Supuso la pérdida de la mayor parte del poder real del emperador y una mayor autonomía de los 350 Estados resultantes, permitiendo incluso la formación de alianzas con otros Estados de forma independiente; se agruparon en torno a los grandes Estados europeos con los que tenían identidad religiosa e influencia política, de manera que los Estados católicos del sur se agruparon en torno a Austria-Hungría, los luteranos del norte junto a Brandeburgo (integrante del futuro Reino de Prusia) y el Imperio Sueco, y los del oeste, predominantemente calvinistas, ingresaron a la órbita de influencia de las Provincias Unidas y del Reino de Francia. A todos los efectos, el Sacro Imperio Romano pasó a ser una confederación de Estados de difícil cohesión y rivales entre sí.

### La implosión del Imperio

El Imperio alemán alrededor de 1710 por Nicolas de Fer. Mapa del imperio con el emperador José I y las fronteras interiores resaltadas

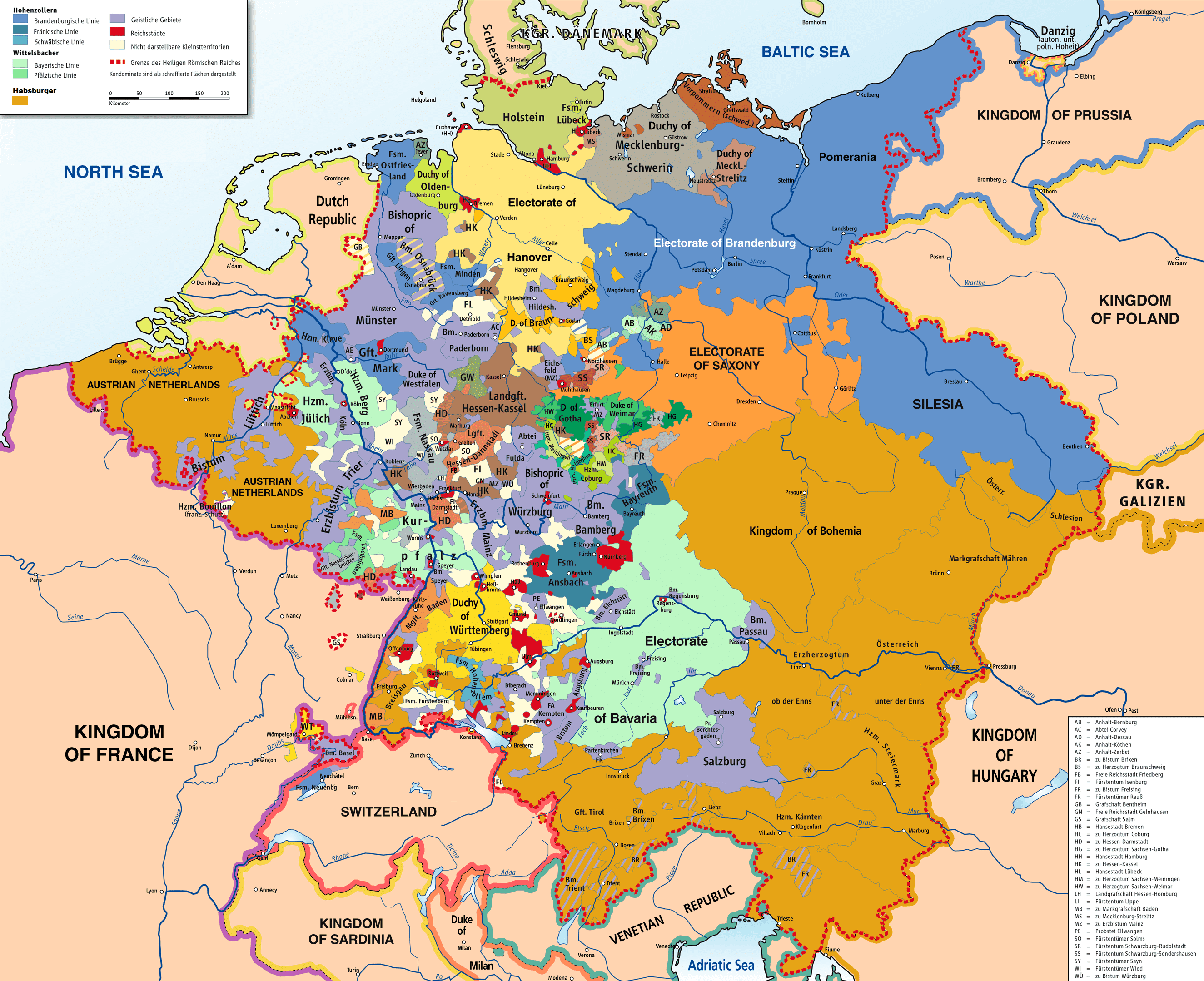
El imperio en vísperas de la Revolución francesa, 1789.

A la muerte de Carlos VI de Alemania (1711-1740), el Imperio se vio sacudido por una serie de crisis que pusieron en evidencia su decadencia final. El surgimiento de Prusia bajo el reinado de Federico II el Grande y las sucesivas guerras, Sucesión Austriaca y de los Siete Años, serían las más importantes. Desde hacía tiempo que la suerte del Sacro Imperio estaba asociada a la situación del Archiducado de Austria, de su casa reinante, los Habsburgo, y de la postura que asumieran los demás cuerpos políticos del imperio frente a ésta, que a pesar de su preeminencia sobre las demás casas reales del imperio vería mermado su poder por las rivalidades que mantendría con otras potencias, como Francia, el Imperio Ruso, Prusia (la otra potencia germana emergente e integrante del Sacro Imperio) e incluso con el Imperio Británico, debido a tentativas de los Habsburgo de extender su influencia sobre los mares dominados por aquel tras la decadencia naval de España, las Provincias Unidas y Portugal.
Finalmente, el 6 de agosto de 1806 el Imperio desaparecería formalmente cuando su último emperador Francisco II (desde 1804 emperador Francisco I de Austria), a consecuencia de la derrota militar a manos del ejército francés de Napoleón Bonaparte, decretó la supresión del Sacro Imperio con la clara intención de impedir que Napoleón se apropiara del título y la legitimidad histórica que este conllevaba. Los sucesores de Francisco II continuaron titulándose emperadores de Austria hasta 1918.

## Análisis
El relato de la historia moderna de Alemania está generalmente determinado por tres factores clave: el Reich, la Reforma y, en su etapa final, la bicefalia entre Austria y Prusia. Muchos han sido los intentos de explicar por qué el Imperio, a diferencia de la vecina Francia, nunca llegó a conseguir un poder fuertemente centralizado sobre sus territorios. Entre las razones más habituales se incluyen:
- El Imperio fue desde sus inicios una entidad muy federal: Si Francia mayoritariamente había formado parte del imperio romano, en las partes orientales del reino franco las tribus germánicas eran mucho más independientes y renuentes a ceder poder a una autoridad central. Todos los intentos de convertir el cargo de rey en hereditario fracasaron, manteniéndose el de monarca como un cargo electivo. Por ello, cada candidato a la corona debía realizar una serie de promesas a los electores, las llamadas Wahlkapitulationen (capitulaciones electivas), garantizando a los distintos territorios más y más poder a lo largo de los siglos. Se revelaba entonces la gran dificultad de que el Sacro Imperio tuviera un sólido poder centralizado, en contraste con otros países europeos que lo lograron a través de la institución monárquica, que supuso un retroceso en el sistema político feudal, lo que en el Sacro Imperio no ocurrió en la mayor parte de sus Estados o sucedió de forma muy dispar y tardía.
- Debido a sus connotaciones religiosas, el Imperio como institución quedó seriamente dañado por las disputas entre el papa y los reyes de Alemania, en relación con su coronación como emperadores. Nunca estuvo muy claro bajo qué condiciones el papa debía coronar al emperador, y especialmente cómo el poder universal del emperador dependía del poder del papa en materias clericales. Frecuentes disputas giraron en torno a esta cuestión, especialmente a lo largo del siglo XI, con motivo de la querella de las investiduras y el Concordato de Worms en 1122.
- El hecho de que el sistema feudal del Imperio, donde el rey constituía la cúspide de la llamada "pirámide feudal", fuese causa o síntoma de la debilidad del Imperio, no está claro. En todo caso, la obediencia militar, que —conforme a la tradición germana— estaba íntimamente ligada a la concesión de tierras a los vasallos, fue siempre problemática: cuando el Reich tenía que ir a la guerra, las decisiones eran lentas y quebradizas.
- Hasta el siglo XVI, los intereses económicos del sur y el oeste del Imperio diferían notablemente de los de la parte septentrional, donde estaba asentada la Hansa, la cual estaba más vinculada a Escandinavia y el Báltico que el resto de Alemania. Ello obedecía particularmente a intereses económicos propios o más bien disímiles respecto de otros Estados del imperio, lo que igualmente sucedía con su identidad religiosa. Basta recordar que el Estado más poderoso del imperio, Austria, y su casa reinante e igualmente depositaria del título de emperador del Sacro Imperio hasta su supresión, los Habsburgo, eran defensores del catolicismo, y con el tiempo toda su política se encaminará más a salvaguardar los intereses nacionales austriacos que los del trono imperial.
- Fue constante en la política del Sacro Imperio que ésta se encaminara hacia una política continental, esto es, que su política exterior hiciera énfasis en cuestiones del continente europeo, tales como motivaciones dinásticas para actuar, intentos de expansión territorial, enfrentamientos con otras potencias del continente europeo, e imperialismo basado en una visión de imperio de carácter universal y que inicialmente lo sustentó en una visión religiosa determinada y en considerarse como heredero histórico del extinto Imperio Romano. El problema de lo anterior era que, al ser una entidad política con un poder central débil, estos motivos no favorecían o interesaban de igual manera a todos los Estados alemanes; incluso había Estados alemanes con una política inclinada hacia el mar y el comercio, tales como los que integraban la Hansa, ubicados en el norte de Alemania, por ende cerca del Mar del Norte, al igual que los que colindaban con el río Rin, que los unía con los puertos marítimos neerlandeses. Semejante divergencia de intereses económicos solo contribuía a erosionar el poder político del imperio y de su emperador, lo que en adelante se traduciría en que cada Estado alemán se procurara una política exterior propia tanto con el resto del imperio como con otros países, a veces ajena a los intereses del mismo Sacro Imperio y de los demás Estados que lo conformaban.

## Estados del Sacro Imperio
La lista de estados es larga y extensa como para mostrarla en este artículo. Por ello se ha creado una lista de estados que recopila casi todos los estados con o sin inmediatez imperial.
Aquí se mostrará un ejemplo de sus estados con el Círculo de Baviera, uno de los círculos imperiales del Sacro Imperio.

### Círculo de Baviera
El círculo estaba formado por los siguientes estados:
| Nombre                      | Tipo de entidad       | Comentarios                                                                   |
| --------------------------- | --------------------- | ----------------------------------------------------------------------------- |
| Baviera                     | Ducado                | Incluyendo el Alto Palatinado                                                 |
| Berchtesgaden               | Prebostazgo           |                                                                               |
| Breiteneck                  | Señorío               |                                                                               |
| Ehrenfels                   | Señorío               |                                                                               |
| Freising                    | Obispado              |                                                                               |
| Haag                        | Condado               | En posesión de los duques de Baviera desde 1567                               |
| Hohenwaldeck                | Señorío               |                                                                               |
| Leuchtenberg                | Landgraviato          |                                                                               |
| Niedermünster in Regensburg | Abadía                |                                                                               |
| Obermünster in Regensburg   | Abadía                |                                                                               |
| Ortenburg                   | Condado               |                                                                               |
| Palatinado-Neuburg          | Ducado                |                                                                               |
| Palatinado-Sulzbach         | Ducado                |                                                                               |
| Passau                      | Obispado              |                                                                               |
| Ratisbona                   | Obispado              | Fue capital administrativa del Imperio durante muchos siglos de su existencia |
| Ratisbona                   | Ciudad imperial libre |                                                                               |
| Salzburgo                   | Arzobispado           |                                                                               |
| St Emmeram in Regensburg    | Abadía                |                                                                               |
| Sternstein                  | Condado               |                                                                               |
| Sulzbürg y Pyrbaum          | Señorío               |                                                                               |